# Bitwa nad Crną (1917)
Bitwa nad Crną – bitwa stoczona w dniach 5–9 maja 1917 roku podczas I wojny światowej, pomiędzy armią niemiecko-bułgarską a połączonymi siłami francusko-włosko-rosyjskimi.

## Przyczyny konfliktu
Zimą 1916 roku operacje wojskowe prowadzone na obszarze Macedonii zostały wstrzymane. Obie strony zyskały czas na przegrupowanie i wzmocnienie zajmowanych pozycji. Konferencja międzysojusznicza, która odbyła się w listopadzie 1916 we francuskim Chantilly zakładała podjęcie działań ofensywnych, w tym także na froncie macedońskim, gdzie dodatkowe wsparcie miały stanowić jednostki rosyjskie i rumuńskie. W tym czasie kolejne prośby kierowane do Niemiec przez dowództwo armii bułgarskiej o wzmocnienie frontu macedońskiego siłą sześciu dywizji pozostały bez odpowiedzi. Niemcy zaangażowani na innych frontach wojny zalecali sojusznikom ograniczenie się do działań defensywnych.
Plany ofensywy bałkańskiej opracowane w sztabie gen. Maurice Sarraila były kilkakrotnie przekładane z uwagi na niekorzystną aurę, która w kwietniu 1917 zapanowała na Półwyspie Bałkańskim. Ostatecznie podjęto decyzję o ataku na pozycje bułgarskie nad rzeką Cerna w dniu 5 maja, trzy dni później zamierzano rozpocząć ofensywę siłami brytyjsko-serbskimi.
Nad rzeką Cerną skoncentrowano jednostki należące do lewej flanki Armii Orientu – oddziały francuskie, dowodzone przez gen. Georgesa Lebouca i włoskie siły ekspedycyjne, pod dow. gen. Giuseppe Pennelli. Po przełamaniu frontu bułgarskiego w rejonie Prilepu, sprzymierzeni zamierzali zaatakować od tyłu jednostki bułgarskie stacjonujące w rejonie Monastiru. Kilka dni przed rozpoczęciem ofensywy w rejonie działań znalazła się także rosyjska brygada piechoty, dowodzona przez gen. Michaiła Diterichsa.
Niemcy i Bułgarzy byli dobrze przygotowani do odparcia ofensywy wiosennej na froncie macedońskim. Przerwa w działaniach na froncie została wykorzystana do budowy umocnień, zgromadzenia odpowiednich zasobów amunicji i przygotowania odpowiednich rezerw w przypadku przełamania linii obronnych. Pierwszą linię obrony zajmowała 22 brygada bułgarsko-niemiecka dowodzona przez gen. von Reutera, a także niemiecka 302 dywizja piechoty gen. von Ziegesara. W drugiej linii rozlokowano 146 niemiecki pułk piechoty i bułgarsko-niemieckie baterie artylerii. Całością sił dowodzili oficerowie niemieccy. Jednostki Ententy miały ponad 3-krotną przewagę w artylerii i dwukrotną pod względem broni maszynowej.

## Przebieg bitwy

### Przygotowanie artyleryjskie
Ofensywę aliancką rozpoczęło rankiem 5 maja 1917 roku przygotowanie artyleryjskie. 372 działa z włoskich i francuskich baterii pokryło ogniem pozycje niemiecko-bułgarskie. Ostrzał nie wyrządził większych szkód pozycjom ufortyfikowanym, poza pierwszą linią obrony, gdzie uległy zniszczeniu zasieki z drutu kolczastego. Mgła unosząca się nad polem bitwy wraz z dymem po ataku artyleryjskich uniemożliwiła rozpoznanie pozycji przeciwnika i opóźniła natarcie piechoty. Dało to czas obrońcom na odbudowę części zniszczeń, spowodowanych przez ogień artylerii.
6 maja rano artyleria sprzymierzonych ponowiła bombardowanie pozycji niemiecko-bułgarskich i kontynuowała ostrzał przez cały dzień. W tym dniu rozpoczęły aktywne działania patrole włoskie i francuskie, które miały sprawdzić skuteczność ostrzału i rozpoznać siłę fortyfikacji przeciwnika. Patrole stały się celem ostrzału artylerii niemiecko-bułgarskiej, która włączyła się bardziej aktywnie w pojedynek artyleryjski.
Podobny scenariusz działań realizowano 7 maja. Ostrzałowi artyleryjskiemu, który był bardziej intensywny niż w poprzednich dniach towarzyszyło wysyłanie patroli do zbadania pozycji nieprzyjaciela. Efekty ostrzału artyleryjskiego dowództwo alianckie uznało za mało satysfakcjonujące, planując zarazem przeprowadzenie głównego natarcia piechoty w dniu 9 maja. W praktyce cztery dni bombardowania nie naruszyło w sposób zasadniczy potencjału obronnego państw centralnych. Ofiarą ostrzału padło co prawda 945 żołnierzy bułgarskich, ale straty ponosiła prawie wyłącznie piechota. W jednostkach artylerii straty nie przekraczały dziesięciu ludzi i kilku zniszczonych dział.

### Atak piechoty
Główny atak piechoty rozpoczął się 9 maja o 6.30, kiedy to jednostki francuskie, włoskie i rosyjskie zaatakowały na liczącym 11 km odcinku frontu. 35 włoska dywizja piechoty, złożona głównie z Sycylijczyków zaatakowała pozycje 2 brygady bułgarskiej i 201 niemieckiej dywizji piechoty. Celem ataku były przede wszystkim dwa strategiczne wzgórza: 1020 i 1050. Wykorzystując słabą widzialność Włosi opanowali pierwszą linię okopów, ale wkrótce kontratak bułgarski pozbawił ich tej zdobyczy. 61 regiment włoski został co prawda przyduszony do ziemi ogniem artylerii, ale dwa włoskie bataliony zdobyły pierwszą linię okopów między wzgórzami 1020 i 1050, zajmowaną do tej pory przez 9 batalion niemieckich jegrów. Włochom udało się dotrzeć także do drugiej linii okopów, ale sukces był doraźny. Obrońcy szukający schronienia przed ogniem artylerii wkrótce powrócili na stanowiska, a pozycje włoskie znalazły się w krzyżowym ogniu artylerii i broni maszynowej. Po śmierci dowódcy 3 batalionu majora Tontiego, Niemcom i Bułgarom udało się odzyskać utracony teren, a do niewoli trafiło 120 żołnierzy włoskich. Włochom nie udała się także próba opanowania wzgórza 1050, a ostrzał moździerzy i kontratak piechoty niemieckiej zmusił ich do powrotu na stanowiska wyjściowe. Włoska Brygada Ivrea, atakująca na prawej flance nie doczekała się wsparcia ze strony 16 dywizji francuskiej, która utknęła pod szczytem Piton Rocheaux i znalazła się pod silnym ostrzałem artylerii przeciwnika, tracąc 40 oficerów i blisko tysiąc żołnierzy. W południe oddziały gen. Pennelli notowały straty na poziomie 21%, co skłoniło włoskiego dowódcę do wstrzymania dalszego natarcia.
Niepowodzeniem zakończył się także atak sąsiadującej z Włochami francuskiej 16 kolonialnej dywizji piechoty, która zajęła okopy w pobliżu wzgórza Piton Rocheaux, ale wkrótce kontratak piechoty niemieckiej pozbawił ją tego sukcesu. W centrum 4 pułk kolonialny atakował wzgórze nazwane przez Francuzów Piton Jaune. W czasie ostrzału artyleryjskiego zginęła część bułgarskich obserwatorów co pozwoliło Francuzom zająć podnóże góry zanim nie pojawiła się ukryta w czasie ostrzału piechota bułgarska. Ostrzał z broni maszynowej zdziesiątkował żołnierzy 4 pułku.
Więcej szczęścia miał działający na prawej flance 37 pułk kolonialny, który zajął wzgórze określane w terminologii bułgarskiej jako Waskowa Wisoczina, zanim piechota bułgarska powróciła ze schronów. Wkrótce jednak wzgórze zaatakowali Bułgarzy i doszło na nim do walki na bagnety. Atakujący ponieśli spore straty, zginął bułgarski dowódca batalionu Waszkow, ale wykrwawione oddziały francuskie także musiały opuścić wzgórze i wycofać się. Do godziny 9.00 straty francuskiej 16 dywizji przekraczały tysiąc żołnierzy.
Na wschód od pozycji zajmowanych przez 16 dywizję kolonialną działała 17 dywizja kolonialna wspólnie z rosyjską 2 brygadą piechoty. Po przygotowaniu artyleryjskim o 6.30 jednostki te zaatakowały tyralierą pozycje bułgarskie. Nieliczni, którzy dobiegli do linii bułgarskich i nie zginęli od ognia karabinów maszynowych starli się na bagnety, ale ulegli przewadze bułgarskiej. O 11.00 Francuzi ponowili atak, ale ponownie zostali odparci. Część Francuzów wziętych do niewoli w czasie bitwy była nietrzeźwa, korzystając wcześniej z bogatych zasobów wina w kantynie. Ostatni atak 17 dywizji nastąpił późnym popołudniem i ponownie został odparty. Dywizja w tym dniu straciła ponad 700 ludzi.
2 brygada rosyjska, która otrzymała rozkaz ataku pomiędzy 16 a 17 dywizją francuską miała za zadanie opanować wzgórze Dabica, bronione przez 42 niemiecki pułk piechoty oraz wzgórze Heintselman, zajmowane przez jeden z batalionów tego pułku. Niemieckiej artylerii nie udało się powstrzymać ataku Rosjan, którzy zdobyli linię okopów i o 8.00 opanowali wzgórze Dabica. W czasie walk Rosjanie wzięli do niewoli 4 oficerów i 74 żołnierzy niemieckich. Opanowanie wzgórza było największym sukcesem porannego ataku, ale wobec niepowodzeń jednostek włoskich i francuskich, pozostawienie Rosjan na tym wzgórzu groziło ich okrążenie. Próba rozszerzenia przyczółka na wzgórze Heintselman zakończyła się niepowodzeniem, a kilkakrotne ataki piechoty zostały rozbite przez niemiecką artylerię. Ostatni punkt oporu, bronione przez Rosjan wzgórze Dabica padło o 20:10 w wyniku połączonego ataku niemieckich jegrów i bułgarskiej piechoty. Pod wieczór oddziały sprzymierzonych powróciły na pozycje wyjściowe.

## Skutki bitwy
Tylko w czasie głównego ataku piechoty sprzymierzonych, Bułgarzy stracili 681 zabitych i rannych żołnierzy, w większości z 302 dywizji piechoty. Łączne straty bułgarskie w ciągu pięciu dni bitwy sięgnęły 1 626 żołnierzy. Niemieckie straty nie są znane, ale wydaje się, że były równie poważne. Alianci stracili w ciągu 5-dniowych ataków 5450 żołnierzy, przy czym blisko połowa przypadła na kontyngent włoski.
Porażka nad Crną, a także kolejne porażki: Francuzów w rejonie Monastiru i Brytyjczyków nad jeziorem Dojran skłoniły gen. Sarraila w dniu 21 maja do wstrzymania ofensywy na froncie macedońskim. Umocnionych pozycji nad rzeką Crna nie udało się przełamać państwom Ententy aż do zakończenia I wojny światowej.